# Karl Julius Perleb
Karl Julius Perleb (anche noto come Carl Julius Perleb) (Costanza, 20 maggio 1794 – Friburgo in Brisgovia, 11 giugno 1845) è stato un botanico e naturalista tedesco.

## Biografia
Dal 1809 al 1811, studiò presso l'Università di Friburgo ed ottenne dapprima un dottorato in filosofia e nel 1815 in medicina.  
Dopodiché risiedette per qualche anno a Vienna.
Nel 1818, ritornò all'Università di Friburgo, ove ottenne una borsa post-dottorato. Rimase all'Università per il resto della sua carriera. 
Divenne professore associato di storia naturale nel 1821 e nel 1823 divenne professore ordinario. 
Nel 1826, fu nominato Direttore del giardino botanico di Friburgo. 
Nel 1838, divenne Rettore dell'Università di Friburgo.
Fu amico dello storico di Friburgo Heinrich Schreiber.
Fu autore di numerose pubblicazioni scientifiche; in particolare, si occupò di spermatofite.
| Perleb è l'abbreviazione standard utilizzata per le piante descritte da Karl Julius Perleb. Consulta l'elenco delle piante assegnate a questo autore dall'IPNI. |